# Klaudiusz Kaufmann
Klaudiusz Kaufmann (ur. 8 kwietnia 1978 w Gliwicach) – polski aktor teatralny i filmowy.

## Życiorys
W 2002 r. ukończył Akademię Teatralną w Warszawie. Od czasu studiów związany z offowym Teatrem LA M.ORT. Od maja 2015 roku pisze po śląsku bloga kulinarnego Chop w kuchni.

## Nagrody
- Wyróżnienie Jury za role w spektaklach dyplomowych na XX Festiwalu Szkół Teatralnych w Łodzi w 2002
- I Miejsce na III Międzynarodowym Festiwalu Działań Teatralnych i Plastycznych „Zdarzenia” Tczew – Europa 2002 („Wszystko zamiast”)
- Główna nagroda Łódzkich Spotkań Teatralnych 2002 („Wszystko zamiast”)

## Role teatralne
- Tybalt w „Romeo i Julii” W. Shakespeare’a – Uckermärkische Bühnen Schwedt 2000
- Lizander/Chudzina w „Śnie nocy letniej”; reż. Jan Englert – Akademia Teatralna 2001
- Doktor w „A wódki nie starczy”; reż. C. Morawski i T. Grochoczyński – Akademia Teatralna 2002
- „Love”, reż. Andrzej Strzelecki – Akademia Teatralna 2002
- Gerd w „Legolandzie” Dirka Dobbrowa, reż. Krzysztof Rekowski – Akademia Teatralna 2002
- Torquemada we „Wszystko zamiast” „Teatr la M.ort”, scen. i reż. Ewelina Kaufmann (2002)
- Hermann Hesse w monodramie „Hesse”, produkcja Instytutu Goethego w Warszawie, scen. i reż. Ewelina Kaufmann (2003)
- Leoś w „Następnych” Teatr la M.ort, scen. i reż. Ewelina Kaufmann (2003)
- „Złe zachowanie”; reż. Andrzej Strzelecki – Viva Art 2003
- On w „Krzyku” – Teatr la M.ort, scen. i reż. Ewelina Kaufmann (2004)
- Recital „Spowiedź kretyna. Berlin – Warszawa – Nowy Jork”, reż. Ewelina Kaufmann (2005)
- Kreon w „Antygonie. Transkrypcji z Sofoklesa” Helmuta Kajzara, Teatr la M.ort reż. Ewelina Kaufmann (2005)
- Lucjan w „Bracie naszego Boga” Karola Wojtyły – Teatr Rampa Warszawa, reż. Paweł Aigner (2006)
- On w „Furia” – Teatr la M.ort, scen. i reż. Ewelina Kaufmann (2006)
- Aktor w „Rosencrantz i Guildenstern nie żyją” Teatr la M.ort, reż. Ewelina Kaufmann (2007)
- Horacy w „Hamletmaszyna” – Teatr la M.ort, reż. Ewelina Kaufmann (2009)
- Pierwszy w „Błądząc”- Teatr la M.ort, reż. Ewelina Kaufmann (2012)
- Rewolucjonista w „Bezimienne dzieło” – Teatr Narodowy, reż. Jan Englert (2013)

## Role telewizyjne i filmowe

### Teatr telewizji
- „Beatrix Cenci” jako Mieszczanin; reż. Jan Englert (2001)
- „Piękna pani Siedenman” jako Henryk Fichtelbaum; reż. Janusz Kijowski (2003)
- „Matka i dziecko” jako mąż; reż.: Stanisław Różewicz (2005)
- „Śmierć rotmistrza Pileckiego” jako protokolant porucznik Ryszard Czarkowski; reż. Ryszard Bugajski (2006)

### Przed kamerą
- Na dobre i na złe (odc. 549) jako pacjent
- Kabaret Olgi Lipińskiej jako Rudy
- Dziki jako Walczak; reż. Grzegorz Warchoł
- Dziki 2: Pojedynek jako Walczak; reż. Krzysztof Lang
- Egzamin z życia jako Chłopak z agencji reklamowej; reż. Teresa Kotlarczyk
- Złotopolscy jako strażak; reż. Radosław Piwowarski
- Kryminalni jako listonosz (odc. 48); ojciec chłopca (odc. 86)
- M jak miłość
- Plebania
- Klan
- Teraz albo nigdy jako urzędnik – 2008
- Czas honoru jako Kleist- 2008
- Pfarrer Braun- Kur mit Schatten jako Stanislaw Kowalsky; reż. Wolfgang F. Henschel – 2009
- Sprawiedliwi jako Unterwachtmeister Willi Fischer, reż. Waldemar Krzystek – 2009
- Weselna polka/Hochzeitspolka jako Marcin, reż. Lars Jessen – 2010
- Joanna jako żołnierz, reż. Feliks Falk – 2010
- Grossstadtrevier odc. Freifahrt jako Tomasz Dzierwa, reż. Jan Ruzicka – 2011
- Polizeiruf 110 – Feindbild jako kierowca Limuzyny, reż. Eoin Moore – 2011
- Instynkt jako oficer dyżurny, reż. Patryk Vega – 2011
- Hans Kloss. Stawka większa niż śmierć jako SS-mann w szpitalu, reż Patryk Vega – 2012
- Szpiedzy w Warszawie jako niemiecki urzędnik, reż. Coky Giedroyć – 2012
- Lekarze jako lekarz z Anina (odc. 19) – 2013
- Piąty Stadion jako dziennikarz, reż. Tomasz Konecki – 2013
- Schmidt. Eine Geschichte der deutschen Provinz (krótki metraż) jako Wiśniewski, reż. Clemens Beier – 2014
- Na krawędzi 2 jako ochroniarz Forsta – 2014
- Na dobre i na złe jako Karol Biernacki – 2014
- Dzwony wojny reż. Brendan Maher jako listonosz – 2014 (BBC/TVP)
- Klan jako Waldemar – 2015
- Telefon 110: „Na granicy” jako Wiktor Król, reż. Jakob Ziemnicki – (ARD/TVP1 – 2015)
- Telefon 110: „Der Preis der Freiheit” jako Wiktor Król, reż. Stephan Rick – (ARD – 2016)
- Strefa interesów jako Obersturmbannführer Bischoff, reż. Jonathan Glazer

## Polski dubbing
 
- 2019: Bakugan Battle Planet – Shun Kazami
- 2018: Rozczarowani – Elfo
- 2015: Lego: Rycerze Nexo – Jestro, jeden z giermkobotów
- 2015: Sowa i spółka – Owca
- 2015: "Jej Wysokość Zosia" – Książę Rodrick
- 2015: Henio Dzióbek – Truś
- 2015: Blaze i mega maszyny – Pickle
- 2015: Mini ninja – Kitsune, Tora
- 2015: Turbo Fast – m.in.: Baron von Schwarzhozen (odc. 4, 40), Ted (odc. 10), kucharz Lombardo (odc. 13)
- 2015: Zwierzaki-przebieraki – lis Waszyngton
- 2015: Mini ninja – Kitsune, Tora
- 2015: Żółwik Sammy i spółka – George
- 2014: Niebezpieczny Henryk – Tata Henryka
- 2014: Kaczorek Szczęściarz – niebieski delfin
- 2014: Kogut kukuryku – Benek
- 2014: Pac-Man i upiorne przygody – Inky
- 2013: Mambo, Lula i piraci – Mambo
- 2013: Kumba – Nigel
- 2013: Kocurro – Miauczuś
- 2013: Nawiedzeni – Clay Bannister
- 2012: Zambezia – Mushana
- 2012: Madagaskar 3 – Marty
- 2012: Żółwik Sammy 2 – Szpecio
- 2012: Renifer Nico ratuje brata – Orzeł Eddie
- 2012: Ben 10: Omniverse – Szybcior, Pajęczarz, Fachura
- 2012: Wodogrzmoty Małe – Jeff, Tambry
- 2011: My Little Pony: Przyjaźń to magia – Soarin (Wonderbolts)
- 2011: Przyjaciele z Kieszonkowa
- 2011: Bąbelkowy świat gupików – Pan Petrol
- 2011: Nie ma to jak statek – Arturo Vitali
- 2011: Abby i latająca szkoła wróżek
- 2010: Kapitan Biceps – Geniuszek
- 2010: Liga Młodych – Mały Flash
- 2010: Tomek i przyjaciele – Karolek
- 2010: Strażackie opowieści – Ding Dong
- 2010: Zafalowani jako Bummer
- 2009–2010: Mighty B jako Hipis
- 2010: Stacyjkowo jako Iwo
- 2010: Wakfu jako Mapa
- 2009–2011: Pingwiny z Madagaskaru jako Fred
- 2009: Dex Hamilton – Kosmiczny entomolog jako Dex Hamilton
- 2009: SuperZeke jako Alvin Palmer
- 2009–2011: Agent specjalny Oso jako agent Oso
- 2009: Zagroda według Otisa jako Peck
- 2009: Dom na wielkim drzewie jako Wiktor
- 2009: Kraina Elfów
- 2009: Ola i jej zoo jako Stefek
- 2009: Harry i wiaderko pełne dinozaurów – Pterence
- 2009: Góra Czarownic
- 2009: Hannah Montana: Film
- 2009: Scooby Doo i miecz samuraja
- 2009: Czerwony traktorek – Adam
- 2009: Był sobie kosmos
- 2009: Tajemniczy Sobotowie jako Cheechoo
- 2009: Kotopies
- 2009: Przygody Timmy’ego jako Tommy (odc. 71a)
- 2008–2009: Krasula i my – Ojciec
- 2008: Batman: Odważni i bezwzględni jako Speedy / G’nort / Skeets
- 2008: Potwory i piraci – Rolfo
- 2008: Madagaskar 2 –
  - Marty,
  - Zebry
- 2008: Dzielny Despero
- 2008: Małpy w kosmosie – Kosmici i spółka
- 2007: Chowder
- 2007: Poszukiwanie nieskończoności
- 2007–2011: Zawiadowca Ernie jako Rocky (odc. 4)
- 2007: Bakugan: Młodzi wojownicy – Shun Kazami
- 2007: Sam & Max: Sezon 1 –
  - Hilary Roztropek/Pan Pierzak
  - Mlecz Szczęściak
  - Czarodziej internetowy
- 2006: Pokémon: Diament i Perła
- 2006: Kucharz duży, kucharz mały – kucharz Mały
- 2006: Wpuszczony w kanał
- 2006: Kudłaty i Scooby Doo na tropie – Richie
- 2006–2008: Chaotic
- 2006–2008: H2O – wystarczy kropla – Ash
- 2006: Krowy na wypasie
- 2005–2006: Szanowni państwo X
- 2005−2006: Maggie Brzęczymucha – Melvin
- 2005: Karol do kwadratu – Damian
- 2005: Robotboy – Furner
- 2005: Porażki Króla Artura – Lancelot
- 2005: Madagaskar – Marty
- 2005: B-Daman
- 2005: 6 w pracy
- 2004: Rogate ranczo – Buck
- 2004–2006: Liga Sprawiedliwych bez granic
- 2003–2007: Z życia nastoletniego robota – Sheldon
- 2003: Zapłata
- 2002–2005: Looney Tunes: Maluchy w pieluchach – Bugs
- 2000–2006: Słowami Ginger – Brandon

## Klaudiusz Kaufmann w internecie
- www.chopwkuchni.pl
- www.teatrlamort.pl. lamort.pl. [zarchiwizowane z tego adresu (2010-04-20)].